# Grytehamn

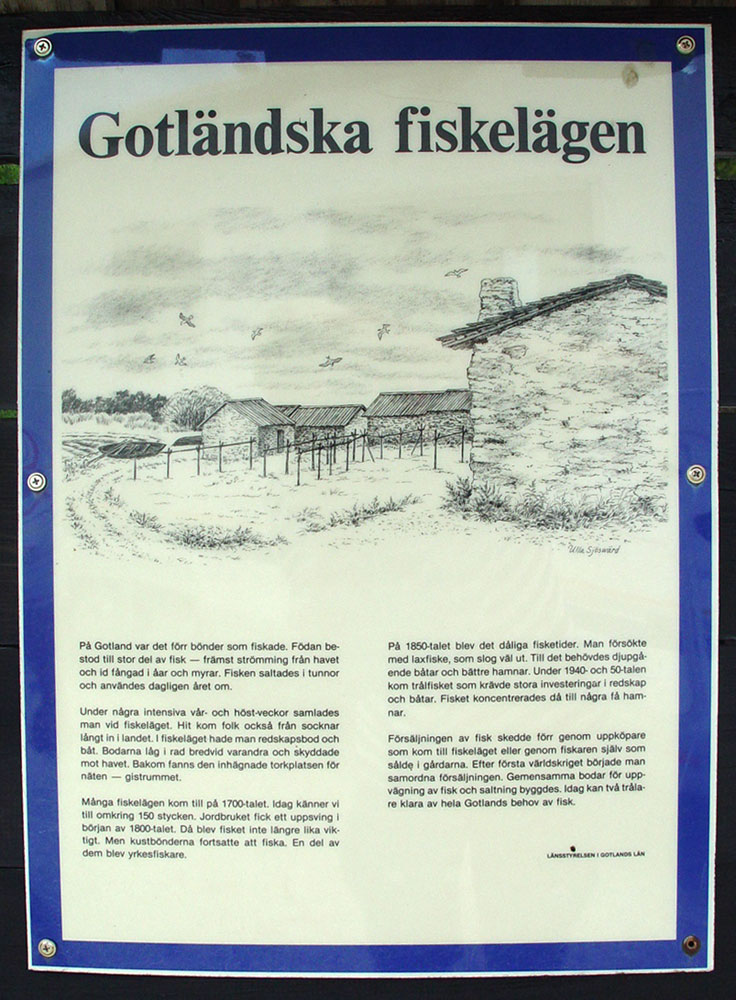
Fischerstelle

Grytehamn ist eine kleine Fischerstelle (schwedisch fiskeläge) bei Gillberga zwischen den Dörfern Gunnarstorp und Hörlösa, nördlich von Sandvik auf der schwedischen Insel Öland.
Die Straße von Gillberga windet sich teilweise auf einer steinigen Piste um einen Steinbruch westlich von Gillberga zur Küstenstraße und den Bootshäusern am Hafen. Hier sind mehrere der Buden (schwedisch Bodarna) aus Kalkstein errichtet. An den Bootshäusern mit Ausblick auf die Insel Blå Jungfrun befinden sich auch die charakteristischen Winden, mit denen die Boote auf den Strand gezogen werden. In Strandnähe liegen drei Gräberfelder mit etwa 35 Gräbern.